# Blankenbergse Vaart
El Blankenbergse Vaart (neerlandès), traducció: Canal de Blankenberge, en flamenc occidental Blanknbergs Varretje) és un petit canal no navegable a la província de Flandes Occidental (Bèlgica)

Resulta de la canalització a l'edat mitjana d'un antic priel que es deia Vertinge, que connectava l'Ieperleet, el braç de mar i antecessor de l'actual Canal Bruges-Oostende i el mar. Desguassa una conca de pòlders de 54,98 km². El fet que la denominació històrica de Vertinge es va reemplaçar poc a poc per Vaart (=canal) és una indicació de la seva funció com via de transport –avui totalment desapareguda– sobretot de peix blankenbergenc cap a Bruges. 

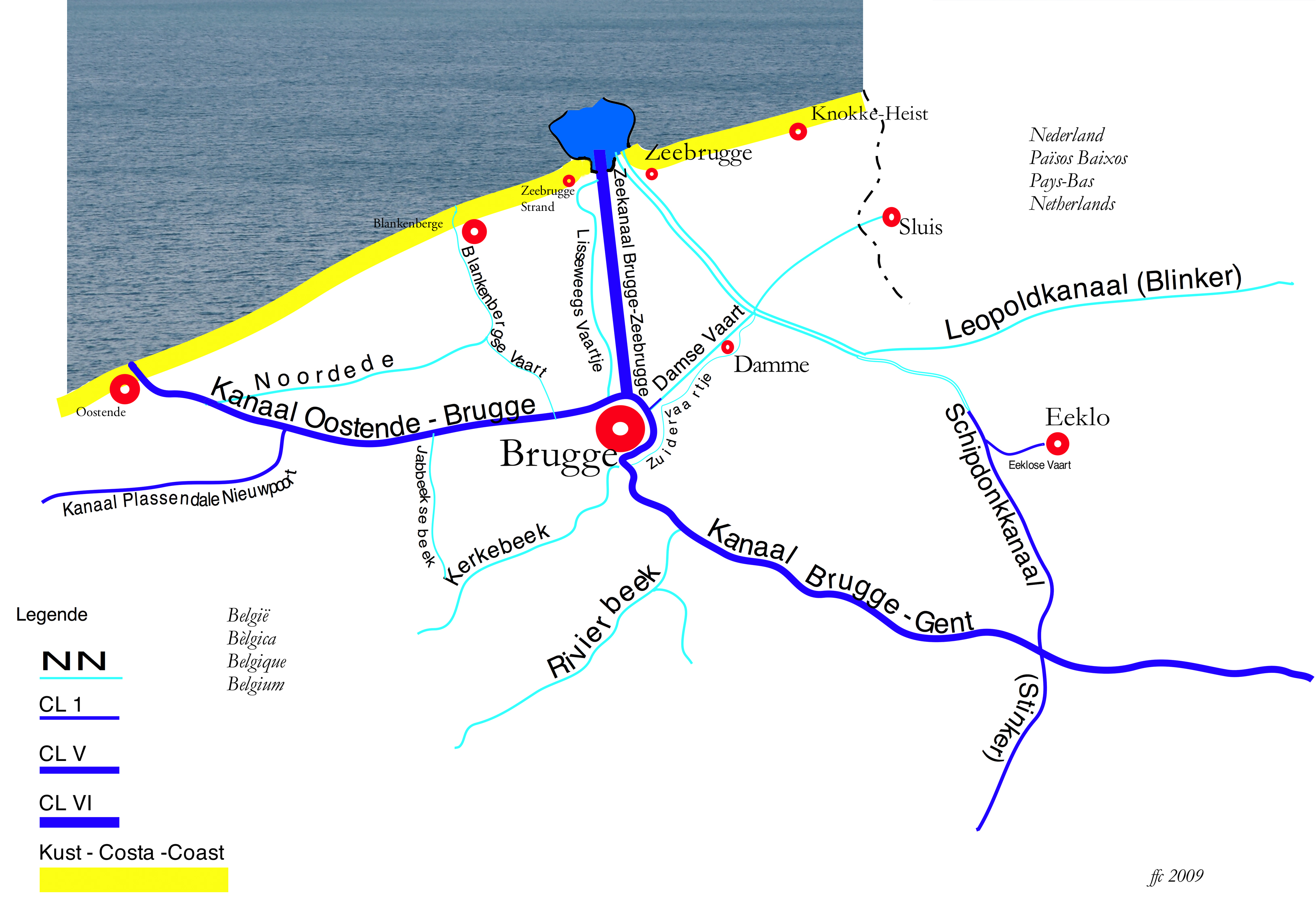
Situació del canal al mapa de les vies hidràuliques al Nord Oest de Bèlgica

Tot i que el seu nom vaart significa canal i doncs indica el caràcter artificial del rec, també té aspectes naturals de riu i de caleta. Com que només pot desguassar a baixamar, aviat l'home va intervenir per a protegir els prats humits als seus marges de l'entrada de l'aigua salada en construir dics i rescloses. El primer esment escrit se'n troba en un esbós de mapa del 1274.
Desemboca en dos punts: al rec Noordede i al mar del Nord al port de Blankenberge. Una tercera desembocadura va esdevenir obsoleta quan al segle xvii van pujar artificialment el nivell del canal Bruges-Oostende. A Meetkerke es troba uns dels més antic molins de vent, el Grote Molen (trad.: Gran Molí) que va servir per a evacuar les aigües dels pòlders al canal Bruges-Oostende.
Junt amb el Noordede i el Lisseweegse Vaart serveix per a l'evacuació de les aigües de l'Oudlandpolder, un dels pòlders més vells del país. Travessa els pobles de Sint-Pieters, Meetkerke, Nieuwmunster, Zuienkerke, Uitkerke i Blankenberge. Com que el terra hi és inferior al nivell del mar a plenamar, van construir una presa i sobreeixidor uns cent metres avall de l'antiga resclosa a la seva desembocadura al mar del Nord.
El tram al municipi d'Uitkerke fa part d'un parc natural Uitkerkse Polder al qual s'ha iniciat el 2005 un projecte per a restablir la natura. Les ribes en formigó van reemplaçar-se per pendents suaus plantats de canya per a donar una millora protecció contra l'erosió i per crear un hàbitat per moltes espècies de plantes i d'animals que van desaparèixer a l'època de l'agricultura intensiva, obra que es va continuar el 2016 per augmentar la capacitat d'emmagatzematge d'aigua, tot i recrear ribes vives. Van acomodar-hi uns circuits de senders per a ciclistes i excursionistes.

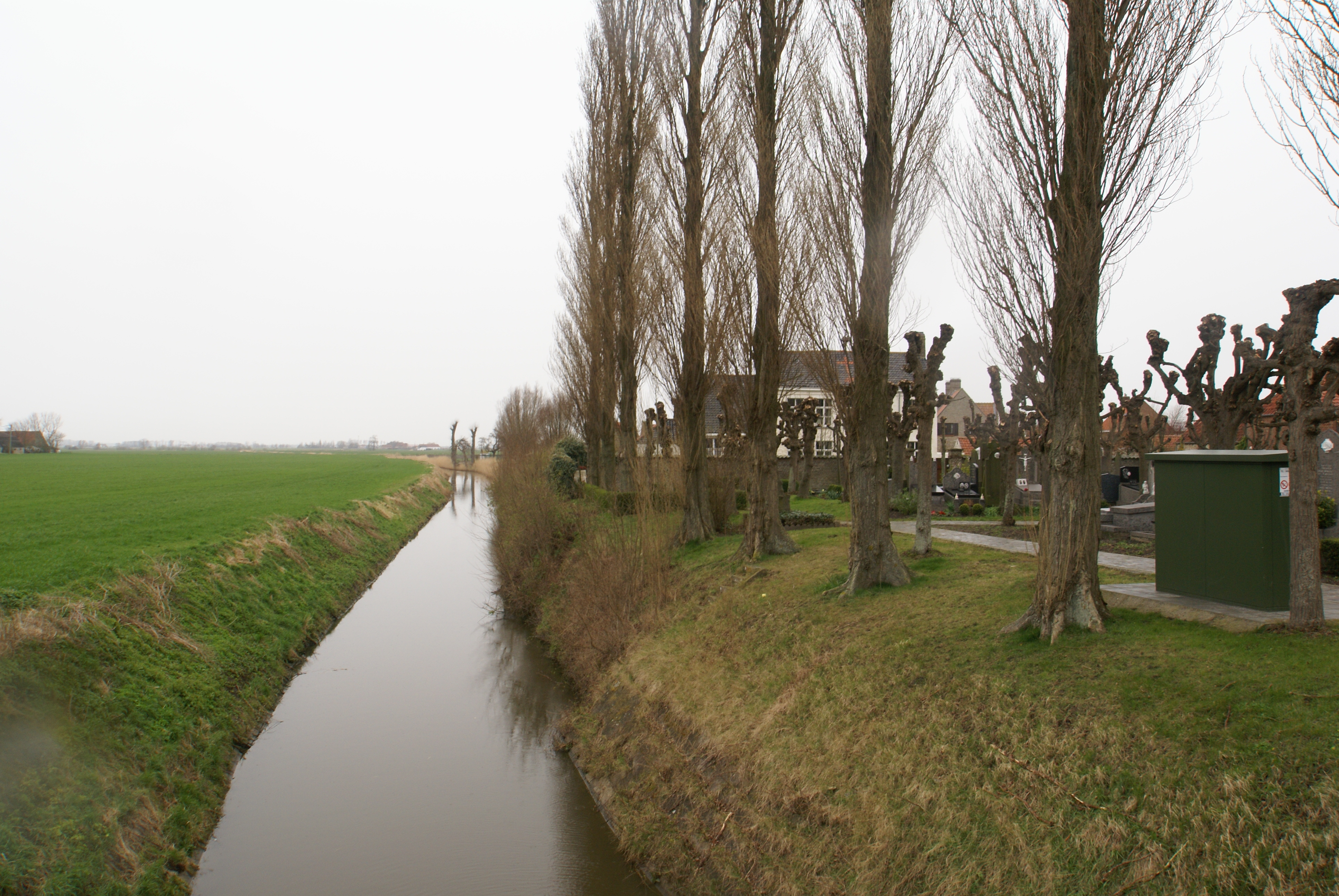
El canal a Meetkerke
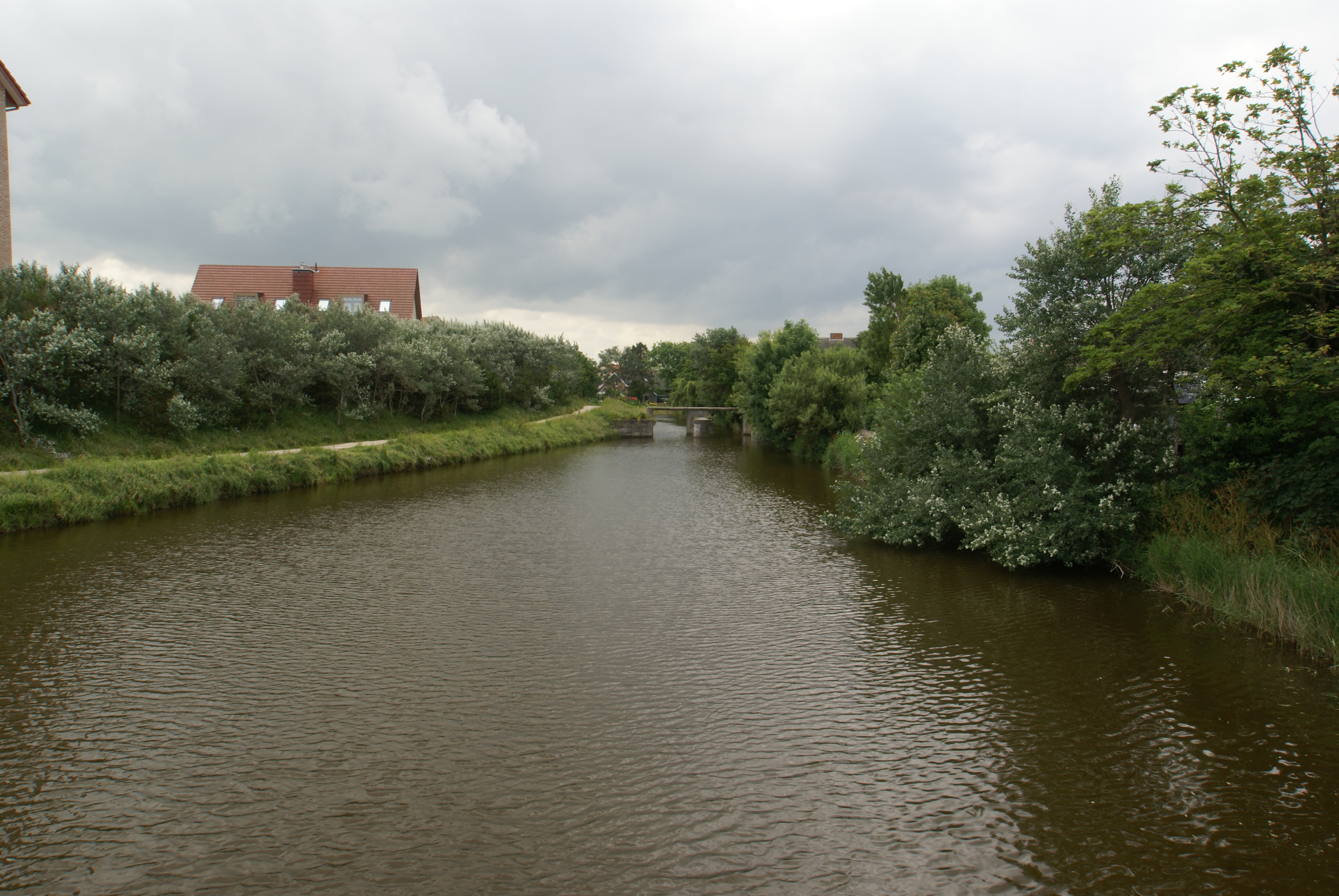
El canal prop de la desembocadura al Mar del Nord Restes de l'antiga resclosa (al segon pla)
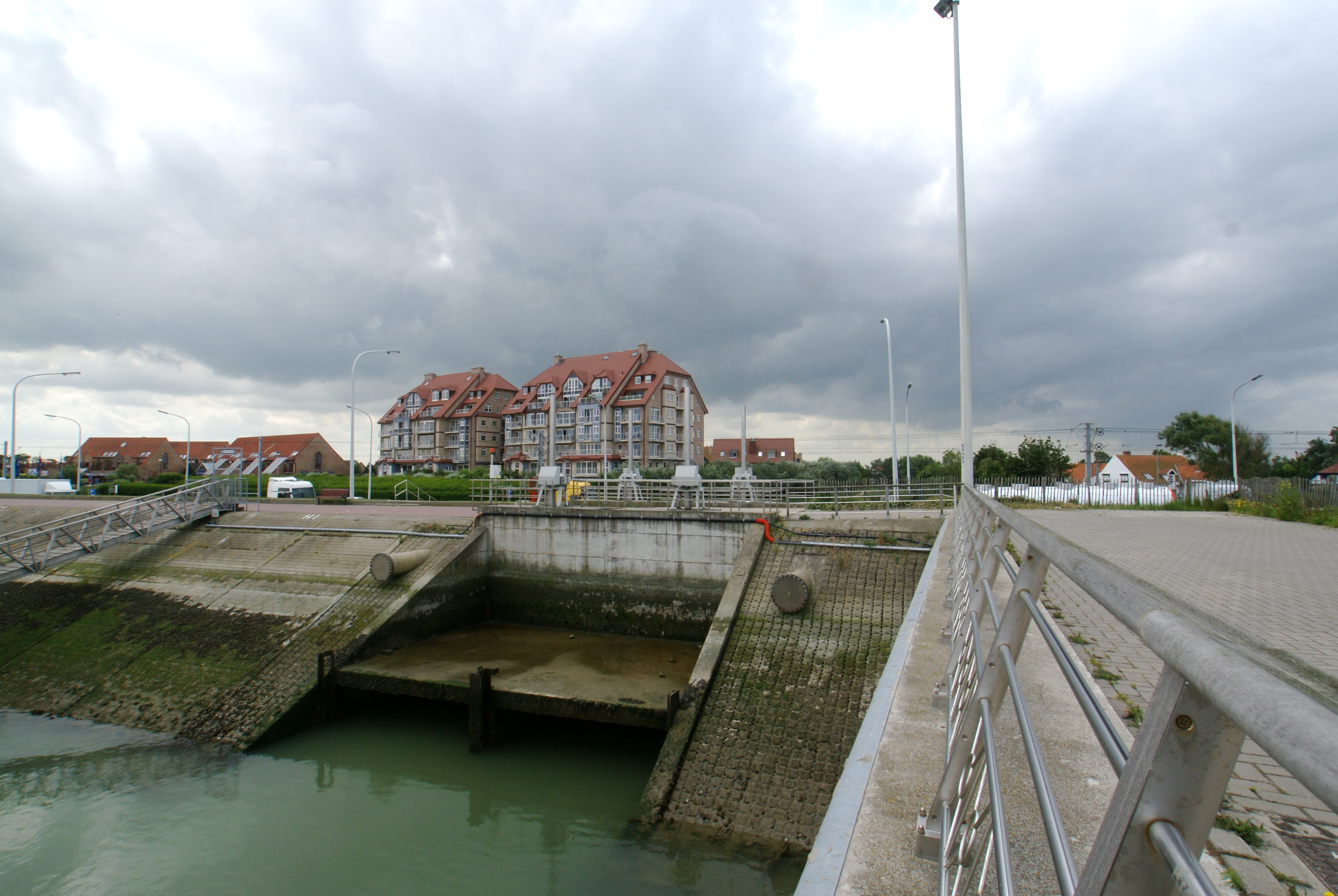
Resclosa de desguàs del canal al port de Blankenberge